# Mączka grzybowa
Mączka grzybowa - rozdrobniony produkt sporządzany z suszonych grzybów jednego gatunku dopuszczonego do obrotu handlowego, przeznaczony do spożycia bezpośredniego lub dalszego przetwórstwa.
Produkt winien mieć barwę od żółtej do jasnobrązowej, zapach grzybowy, smak charakterystyczny dla tego gatunku grzyba, z którego został przygotowany i sypką konsystencję. Nie powinien zawierać m.in. strzępków grzybni oraz grudek o średnicy przekraczającej 3 mm.
Mączka nadaje się do przyprawiania potraw, celem nadania im grzybowego aromatu.